# Colegio Universitario de Villaescusa de Haro
El Colegio Universitario de Villaescusa de Haro (provincia de Cuenca, España) situado en la plaza Gil Ramírez, fue construido para ser la primera universidad castellana por Diego Ramírez de Villaescusa, en los primeros años del siglo XVI, y no llegó a concluirse, por haber tenido noticias de que el cardenal Cisneros quería fundar la Universidad de Alcalá de Henares. 
El edificio, realizado en estilo renacentista, recuerda al estilo de Francisco Colonia. Se compone de una planta rectangular y alargada, así como presenta distintas alturas, dependiendo de las fachadas, en razón de su adaptación topográfica. 
La fábrica es de mampostería, con sillares en esquinas, y rematada con cornisa de piedra moldurada, que destaca sobre la silueta del conjunto. 